# Abdullah Senussi
Abdullah Senussi (en árabe: عبد الله السنوسي tr., nacido el 5 de diciembre de 1949 en Sudán) es un exmilitar libio, antiguo jefe de inteligencia y cuñado del coronel Muamar el Gadafi. Estuvo casado con una cuñada de este.
Policías escoceses planearon hacerle una entrevista en relación con el atentado de Lockerbie, ocurrido el 21 de diciembre de 1988, elevando la posibilidad de un segundo juicio de Lockerbie.

## Biografía
Según The Guardian, Sanussi tenía una reputación de brutalidad desde 1970. Durante la década de 1980 fue jefe de seguridad interna en Libia, en momentos en que muchos opositores de Gadafi fueron asesinados. Más tarde él había sido descrito como el jefe de la inteligencia militar, pero no está claro si realmente ha mantenido un rango oficial. En 1999 fue condenado en ausencia en Francia por su papel en el atentado en 1989 de un avión de pasajeros que volaba sobre Níger que provocó la muerte de 170 personas. Los libios creen que él es responsable de la masacre de 1,200 presos en la cárcel de Abu Salim en 1996. Se cree que también pudo estar detrás de un supuesto complot en 2003 para  asesinar al entonces príncipe heredero Abdalá de Arabia Saudí.
Fue el matrimonio de Senussi con una hermana de la esposa de Gadafi en la década de 1970 que le permitió entrar en el círculo de élite del líder de Libia y asumir diversos roles como segundo jefe de la organización de seguridad externa.
Cables de la Embajada de Estados Unidos lo describen como un hombre de confianza de Gadafi, que hace "muchas de sus disposiciones médicas". Durante la guerra civil de Libia de 2011 fue acusado de ordenar los asesinatos en la ciudad de Bengasi y la contratación de mercenarios extranjeros. Se creía que él tenía grandes intereses comerciales en Libia.
El 1 de marzo de 2011 el periódico de Libia Quryna informó de que Gadafi lo despidió.
El 16 de mayo de 2011 el fiscal de la Corte Penal Internacional (CPI) anunció que está buscando una orden de arresto contra Abdullah Senussi por cargos de crímenes de lesa humanidad.
El 21 de julio de 2011, fuentes de la oposición libia afirmaron que Senussi había sido asesinado en un ataque de rebeldes armados en Trípoli, sin embargo, unas horas más tarde las mismas fuentes se retractaron de su afirmación anterior y algunos incluso dijeron que podría haber sido sólo herido.
El 30 de agosto del mismo año se informó que los hijos de ambos, de Senussi Mohammed Abdullah al-Senussi, y de Gadafi, Jamis Gadafi, murieron durante los enfrentamientos con fuerzas de la OTAN y el Consejo Nacional de Transición (CNT) en Tarhuna. En octubre Arrai TV, un canal pro-Gadafi en Siria, confirmó que Mohammed Senussi y Jamis Gadafi habían muerto el 29 de agosto. El 20 de octubre el ministro del Exterior de Níger Mohammad Bazoum dijo a Reuters que había huido a Níger. Sin embargo, un combatiente libio dijo más tarde a The Guardian que los rebeldes tenían en su poder a otros tres hombres que estaban en el convoy de Gadafi cuando fue muerto y que se creía uno era Senussi. Los otros dos fueron identificados como el hijo asesinado de Gadafi, Mutassim, y uno de sus comandantes militares Mansour Dao, que aún estaba vivo y se confirmó su identidad, así como detalles de la muerte de Gadafi, a Human Rights Watch en el hospital; mientras tanto se pensaba que Dao había huido a Níger.
Sin embargo, posteriormente surgieron informes de que Senussi desde su escondite en Níger estaba ayudando a Saif al Islam Gadafi a escapar de Libia. Senussi fue capturado el 20 de noviembre cerca de la ciudad de Sabha. Se informó posteriormente que sería llevado a Trípoli para ser juzgado por cargos de crímenes contra la humanidad, según el CNT. Sin embargo, el fiscal jefe de la CPI Luis Moreno Ocampo dudaba que Senussi fue capturado; el ministro de Defensa libio Osama al-Juwaili también declaró que no había pruebas de que Senussi había sido capturado. El 4 de diciembre de 2011 Abdullah Nakir, un funcionario libio, dijo a Al Arabiya que Senussi fue detenido y estaba siendo interrogado acerca de una instalación nuclear secreta que Gadafi estaba operando, pero admitió que el gobierno libio no pudo presentar ninguna fotografía de él en custodia.
El 17 de marzo de 2012, informes de noticias indicaron que Senussi había sido detenido en el Aeropuerto de Nuakchot en Mauritania. Se informó que el gobierno libio solicitó su extradición a Libia.
El 5 de septiembre de 2012, Mauritania extraditó a Senussi a las autoridades libias. Senussi va a ser juzgado en Libia por crímenes presuntamente cometidos durante el tiempo que estuvo como asistente cercano a Gadafi.